# Vital Aza
Vital Aza, nome completo Vital Aza Álvarez-Buylla (Pola de Lena, 28 aprile 1851 – Madrid, 13 dicembre 1912), è stato un commediografo e giornalista spagnolo.

## Biografia

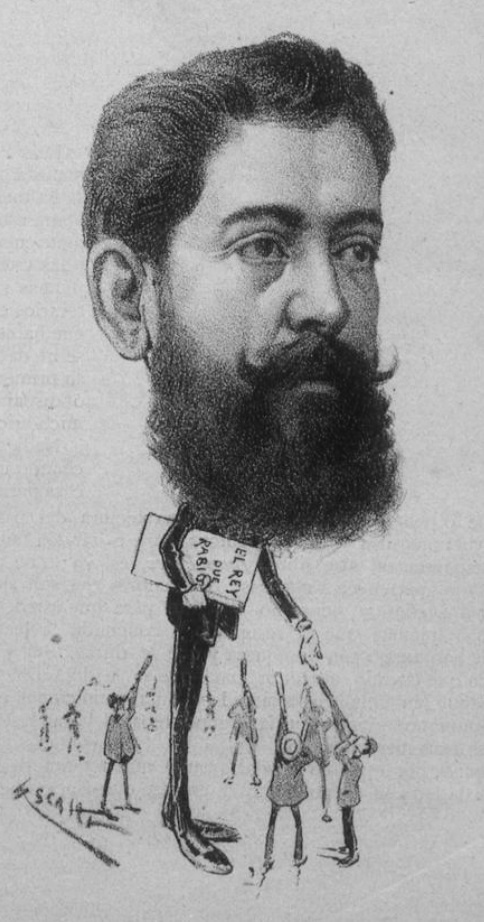
Caricatura di Vital Aza, 1892

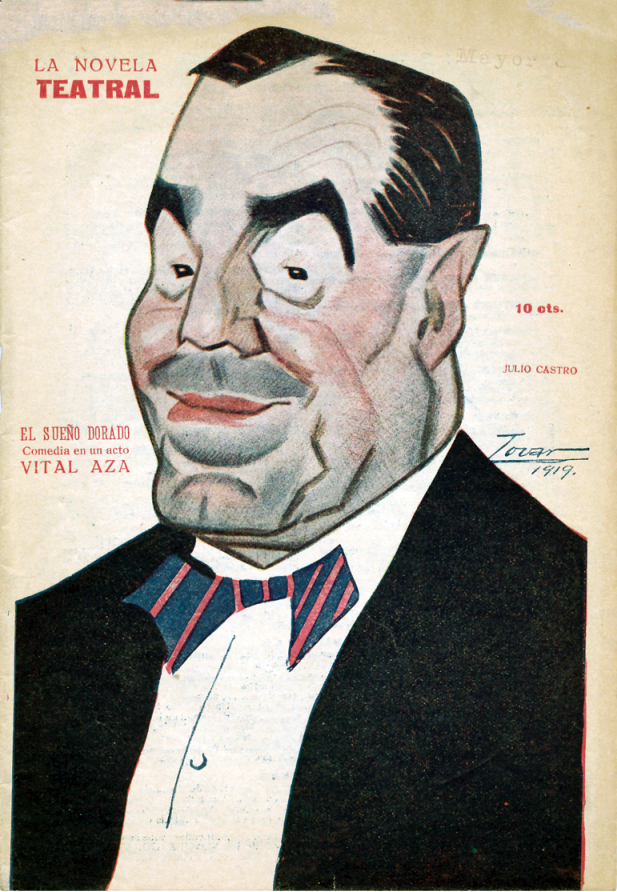
Copertina della rivista La Novela Teatral, n. 137, dedicata alla commedia El sueño dorado, 1919

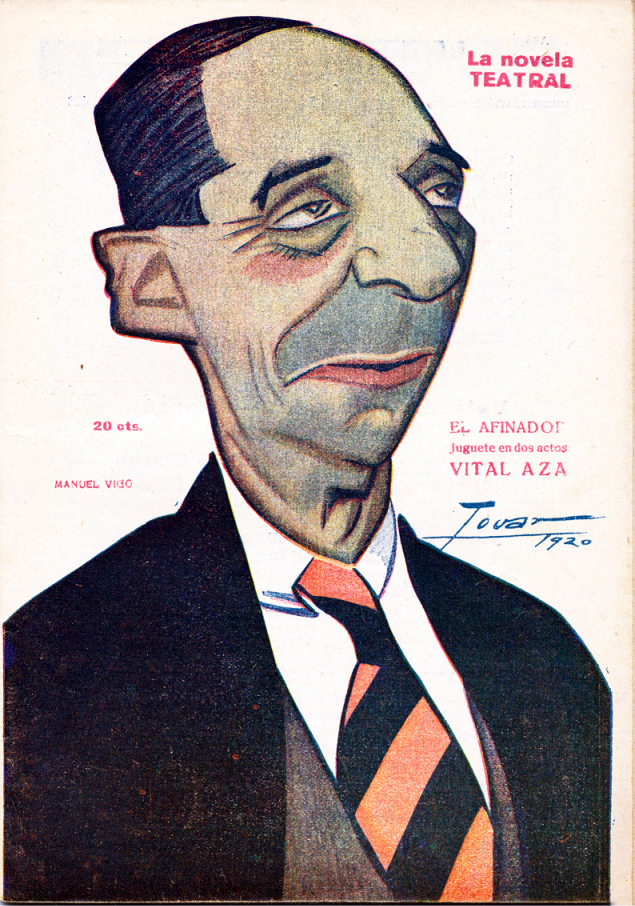
Copertina della rivista La Novela Teatral, n. 191, dedicata all'opera El afinador, 1920

Vital Aza nacque Pola de Lena (Asturie) il 28 aprile 1851, figlio di Ulpiano Aza y López, un commerciante, e di Maria del Carmen Álvarez-Buylla y Santín, fu un prolifico e brillante commediografo spagnolo.
Dopo aver studiato a Gijón, nel 1863 frequentò studi tecnici e all'età di quattordici anni fu assunto dalle ferrovie come disegnatore per la costruzione della ferrovia Oviedo-Gijón.
Nel 1969 iniziò gli studi di medicina a Madrid, ma contemporaneamente si dedicò al teatro, e poi alla letteratura, collaborando anche con numerosi giornali letterari e umoristici, tra i quali, in un primo tempo La Estación, El Eco de Asturias, El federal asturiano, La República Española, El Norte de Asturias, El productor Asturiano e successivamente El garbanzo, El cohete e Madrid Cómico.
Si sposò nel 1882 con una donna di Gijón, Maximina Díaz Sampil, originaria di Mieres, con la quale ebbe quattro figli: Luis, Pedro, Vital e Carmen.
Le sue poesie si caratterizzarono per l'umorismo, per la genialità brillante e serena; le sue commedie, circa settanta, intrise di un acuto spirito d'osservazione, di una particolare vis comica, di una vena satirica sempre moderata, di una piacevole comicità, si rappresentano parzialmente ancor oggi.
Si possono menzionare El sombrero de copa (tradotto e diffuso in Italia da Ermete Novelli), con il quale strinse una profonda amicizia, El Señor Gobernador, El Señor Cura, La rebotica, Zaragüeta, Calvo y Compañia, San Sebastián mártir, La Praviana, El sueño dorado, Perecito, Francfort, Aprobados y suspensos, e quello scherzo comico Basta de mátematicas!, con il quale esordì nel teatro (1874).
Scrisse anche numerose commedie e libretti per zarzuelas in collaborazione con Eusebio Blasco, Ramos Carrión, Estremera e altri autori.
Nel 1899 venne fondata la Sociedad de Autores Españoles (SAE), anticipatrice della Sociedad General de Autores y Editores (SGAE), e Vital Aza ricevette la nomina di primo presidente.
Vital Aza morì a Madrid il 13 dicembre 1912, ma le sue spoglie mortali vennero sepolte a Mieres (Asturie).

## Opere

### Poesia
- Todo en broma (1891);
- Teatro moderno (1894);
- Bagatelas (1896);
- Ni fu ni fa (1898);
- Pamplinas (1899);
- Frivolidades Prosa y verso (1909);
- Broma y más broma (1912).

### Prosa
- Plutarquillo Prosa y verso (1901);
- Historia cómica de España (1911).

### Teatro
- Basta de matemáticas (1874);
- El pariente de todos (1874);
- La viuda del zurrador (1874);
- Desde el balcón (1875);
- El autor del crimen (1875);
- Aprobados y suspensos (1875);
- Horas de consulta (1876);
- Noticia fresca (1876);
- Tras el pavo (1876);
- Paciencia y barajar (1877);
- Calvo y compañía (1877);
- Pérez y quiñones (1878);
- Con la música a otra parte (1878);
- Llovido del cielo (1879);
- Turrón ministerial (1879);
- La ocasión la pintan calva (1879);
- Periquito (1879);
- ¡Adiós Madrid! (1880);
- De tiros largos (1880);
- La primera cura (1880);
- El medallón de topacios (1880);
- Prestón y compañía (1880);
- Parientes lejanos (1881);
- El hijo de con Ramos Carrión (1881);
- Carta canta (1882);
- Las codornices (1882);
- De todo un poco (1882);
- Robo en despoblado (1882);
- Juego de prendas (1883);
- Tiquis-Miquis (1883);
- ¡Un año más! (1883);
- Pensión de Demoiselles (1884);
- San Sebastián, mártir (1885);
- Parada y fonda (1885);
- Los tocayos (1886);
- Boda y bautizo (1886);
- Viaje a Suiza (1886);
- La almoneda del 3.º (1886);
- Coro de señoras (1886);
- El sombrero de copa (1887);
- El padrón municipal (1887);
- Los lobos marinos (1887);
- El señor gobernador (1888);
- El sueño dorado (1890);
- Su excelencia (1890);
- El señor cura (1890);
- El rey que rabió (1891);
- El oso muerto (1891);
- Villa tula (1893);
- Zaragüeta (1894);
- Chifladuras (1894);
- La rebotica (1895);
- La praviana (1896);
- Venta de baños (1897);
- La marquesita (1898);
- La sala de armas (1899);
- El afinador (1900);
- Ciencias exactas (1902);
- El prestidigitador (1904);
- Francfort (1904);
- Chiquilladas (1905);
- El matrimonio interino (1907).